# یواس‌اس هازلوود (دی‌دی-۵۳۱)
یواس‌اس هازلوود (دی‌دی-۵۳۱) (به انگلیسی: USS Hazelwood (DD-531)) یک کشتی بود که طول آن ۱۱۴٫۷ متر (۳۷۶ فوت) بود. این کشتی در سال ۱۹۴۲ ساخته شد.